# O Herre, vem skall bo
O Herre, vem skall bo är en gammal psalm av Anders Christensen Arrebo från 1623 som översattes av Haquin Spegel 1688 enligt 1937 års psalmbok, sannolikt till titelraden "Then stora wijda jord, Och hwad som ther på boor", och senare kom att omarbetas helt av Johan Olof Wallin 1816 till en psalm med titelraden "O, Herre, ho skall bo". Båda texterna utgår från Psaltarpsalm nr 24 men är ganska olika.
Enligt 1697 års koralbok användes dess melodi även till psalmerna Jag vill i denna stund (nr 18), Så skön och ljuvlig är (nr 76), Gläd dig, du Kristi brud (nr 116), Sorgen för glädien går (nr 286), O Jesus, rik av nåd (nr 292) och På min HErre Gudh allen (nr 385) och är därmed enligt senare psalmböcker en melodi (D-moll 2/2 eller E-moll 4/4) av Jakob Regnart från 1574. Den finns nedtecknad i Schöne kurzweilige teutsche Lieder, som från början är profana kompositioner som bearbetats till koraler för kyrkligt bruk.
Texten inleds i 1695 års psalmbok med orden:
Then stora wijda jord
Och hwad som ther på boor
I 1819 års psalmbok ändrades inledningen, liksom efter stavningsreformen 1906, med uppgift tillagd om ursprunget i Psaltarpsalm nr 24 till orden:
O Herre, ho skall bo
På Sions berg i ro

## Publicerad som
- Nr 41 i 1695 års psalmbok under rubriken "Konung Davids Psalmer".
- Nr 315 i 1819 års psalmbok under rubriken "Med avseende på särskilda personer, tider och omständigheter: Lärare och åhörare: Vid prästvigning".
- Nr 10 i Sionstoner 1935 med titelraden "Så låt oss öppna snart", under rubriken "Inledning och bön".
- Nr 223 i 1937 års psalmbok under rubriken "Prästämbetet".